# بيرنسدورف
برنزدورف (اوبرلاوزيتس) (بالألمانية: Bernsdorf, Upper Lusatia) هي بلدة ألمانية تقع في ألمانيا في ساكسونيا. يقدر عدد سكانها بـ 5,644 نسمة .

## المدن التوأمة
مدن كينساك وستينبرون هي مدن توأمة لـبرنزدورف (اوبرلاوزيتس).